# SteamOS
SteamOSはValveが開発したLinuxディストリビューションである。オープンソースであるが、一部クローズドソースのコンポーネントもあり、Steam MachinesとSteam Deckの主要なオペレーティングシステムである。
SteamOSの初期バージョンであるバージョン1.0と2.0はLinuxのDebianディストリビューションをベースにしていた。SteamOSはもともと、あるPCから同じネットワーク内でSteamOSを実行しているパソコンへのビデオゲームのストリーミングをサポートするために作られたが、OSは独立したシステムをサポートでき、バルブのSteam Machineプラットフォームの一部として使用することが意図されていた。SteamOSでValveは、Linuxのゲームオプションをよりよくサポートするために、開発者がリリースにLinuxの互換性を組み込むことを奨励した。
2021年7月、Valveは携帯型ゲームコンピュータ「Steam Deck」を発表した。これはSteamOS 3.0を搭載しており、以前のバージョンのSteamOSに使用されていたGNOMEデスクトップを搭載したDebianベースではなく、KDE Plasma 5デスクトップを搭載したArch Linuxディストリビューションをベースとしている。

## 特徴
SteamOSは、ゲーム機のようにテレビに直接接続可能な一般的PCハードウェアを使う体験を提供することで、（リビングルームのカウチからのように）PCから離れてビデオゲームをプレイすることを目的に設計されたOSである。SteamOSはLinux用に開発されたゲームをネイティブ起動することができ、さらにSteamストアからゲームを購入できる。ユーザーは自分のWindowsやmacOS、LinuxコンピュータからSteamOSが起動しているコンピュータへとストリーミング配信することもできる。また家族でゲームを共有したり、逆にデスクトップのSteamへ共有を制限することもできる。ValveはSteamOSが「グラフィックス処理のパフォーマンスを大きく進化させるものだ」("achieved significant performance increases in graphics processing") と主張している。実際のSteamOSクライアントはクローズドソースであるが、SteamOSはオープンソースでありユーザーはそのソースコードのビルドや改造が可能である。
前述のようにSteamOSはマウスやキーボードを使わずにゲームをプレイするよう特化したOSであるため、Web閲覧やゲーム関係を除く多くの機能、例えばファイルマネージャや画像ビューアといった機能はデフォルトではインストールされていない。ユーザーはそうしたソフトも使うことはできるが、そのためにはGNOMEデスクトップ環境にアクセスしたり、自分でソフトをインストールしたりしなければならない。現在のSteamOSはまだストリーミング再生をサポートしておらず、ValveはSpotifyやNetflixなどと交渉中であるとしているが、ユーザーは独自のムービーメーカーにより作成されたフルサイズの映画をSteamのストアから入手できる。Steam OSはNVIDIAとインテル、AMDのGPUをネイティブでサポートしている。
Valveはムービーやテレビ、音楽といった機能のサポートを追加し始めているが、ビデオコンテンツはSteam自身のストアからしか入手できず、しかもそのストアのコンテンツは少ない。さらに音楽再生はローカルの音楽コレクションしかサポートしていない。2015年10月、アップデートによりネイティブのビルトインブラウザでNetflixなどのDRM保護コンテンツを閲覧できるようになった。
現在、SteamOSの動作に必要なハードウェア環境は以下である:
- インテルまたはAMDの64ビット動作可能なプロセッサ
- 4GB以上のRAM
- 200GB以上のハードディスク
- NVIDIA（Fermi以降のグラフィックカード[19]）、インテルかAMDのグラフィックカード（Radeon HD 5XXX以降）
- インストール用のUSBポート
- Unified Extensible Firmware Interfaceブートサポート

カスタムインストールをすることも可能であり、その場合は追加の設定手順が必要となる。カスタムインストールでより少ないサイズのハードディスクにインストールできる。レガシーBIOSマザーボードをサポートするISOイメージも存在する。インストーラーはValveのリポジトリから入手できる。

## 歴史
Valveの共同設立者であり業務執行取締役のゲイブ・ニューウェルは2013年9月のLinuxConにおいて、「Linuxとオープンソースはゲームの未来である」("Linux and open source are the future of gaming") と信じていることを語り（ただし彼がゲームそのものをオープンソースにしたいかどうかは不明である）、同社がLinuxとゲームを共用したいゲーム開発者を支援していることに言及し、さらに翌週にはLinuxをリビングルームに広げることについての発表を行うと述べた 。同年の9月20日にValveは「2014年、Steamユニバースが広がります」という見出しのWebサイトで声明を公開し、「Steamをリビングルームで使いたいお客様のために全体像が見えてくるより多くの方法」について3つの発表があることをほのめかした。このうち同年9月23日に最初に発表されたのがSteamOSであり、Valveは「お客様に価値を届けるにあたって最適な環境はSteamそのものを基礎として作られたOSであるという結論になりました」というメッセージとともにこれを公開した。SteamOSはユーザーがそのソフトウェアの任意の部分を変更したり交換することが可能で、さらに無料であることも併せて発表され、OSの開放性に大きく焦点が当てられた発表となった。
2013年10月、Valveはゲーム開発者がSteamOSとSteam Machineを試してフィードバックを提供する場として、Steam Dev Daysと呼ばれる2日間の開発者向けカンファレンスを2014年1月に開催することを発表した。同月、NVIDIAもPhysXやOptiX、VisualFXなどのNVIDIA固有のAPIやその実装を含んだNVIDIA GameWorksと呼ばれる開発スイートによる援助でSteamOSをサポートするようValveと協力することを明言した。
2013年11月、顧客がどこでもゲームを売れるようにするというValveの哲学に反しないように、Valveは自らSteamOS専用のゲームを開発することはせず、さらにValve以外の開発者にもSteamOS専用のゲームを開発させないことを明言した。同年12月、ValveはSteamOSの初リリースとなるベータ版を12月13日に公開することを発表した。Valveはこのベータ版のリリース時に、Linuxの使用に自信がないユーザーは2014年までSteamOSを使うのを待つことを勧めた。
2015年10月中旬、Steam MachineブランドのSteam Controller、Steam Link、およびAlienwareの予約注文が可能となった。Steamハードウェアの小売購入の公式リリース日は2015年11月10日に決定した。しかし、Steam Machineは販売不振が続き、2018年4月には事実上の終焉を迎えたと報じられている。
一方でSteamOS自体はその後も開発が続けられており、2021年7月にはSteamOS 3.0を搭載するモバイルゲーム機Steam Deckが発表されている。

### 中止されたゲーム
以下にSteamOSに登場すると宣伝されていたが中止されたゲームや、2017年現在未だリリースされていないゲームを列挙する。なお、これらにはAAAタイトルも含まれている
- バットマン アーカム・ナイト
- en:Gauntlet (2014 video game)
- en:Evolve (video game)
- en:Project CARS
- ストリートファイターV
- ウィッチャー3 ワイルドハント
- en:Total War: Rome II

### リリース
| バージョン  | コードネーム | ベースディストリビューション | 備考 |
| ----------- | ------------ | ---------------------------- | --- |
| SteamOS 1.0 | alchemist    | Debian 7 (Wheezy)            | |
| SteamOS 2.0 | brewmaster   | Debian 8 (Jessie)            | SteamOS 1.0と比較した主な変更点 - 各種サードパーティ製ドライバ、グラフィックスタックの更新 - Linux4.1(LTS)に対応したカーネルへ更新 - Steamとゲーム、およびSteamOSシステムオーバーレイ間のシームレスな移行を実現するために設計されたカスタムグラフィックスコンポジター - Valve SteamOSリポジトリからの自動更新 |
| SteamOS 3.0 | clockwerk    | Debian 9 (Stretch)           | 2021年時点でリリースされず、キャンセルされた |
| SteamOS 3.0 | holo         | Arch Linux                   | Windows互換レイヤーProtonを搭載 |

## パフォーマンス
2013年12月、PhoronixはSteamOSとWindows 8.1で3つのNVIDIAグラフィックスカードを比較した。全般的にNVIDIAプロプライエタリのLinuxグラフィックスドライバはWindowsドライバに匹敵するパフォーマンスを提供できる。これはプラットフォーム間のコードベースがほとんど共通なためである。
2014年、GameSpotは同じハードウェアと設定でSteamOSのパフォーマンスをWindowsで動作するゲームと比較した。AMDグラフィックスカードでは、Dota 2およびLeft 4 Dead 2、メトロ ラストライトは全てSteamOSでWindowsより少ないフレーム毎秒で動作することが判明した。Left 4 Dead 2ではさらにデバイスドライバ問題に起因する映像のカクつき（stuttering）にも悩まされた。NVIDIAグラフィックスカードではメトロ ラストライトがWindowsよりわずかに高いフレーム毎秒で動作し、Dota 2は同じレートで動作した。これらの結果は、SteamOSのNVIDIAグラフィックスカードは実際に優れた性能を発揮するが、実験が示しているようにより低いフレームレートで動作する理由は不明であることを示している。なお両方のカードで、Left 4 Dead 2とDota 2は2つともWindowsに比べロード時間が長かった。
2015年11月、Ars TechnicaはSteamOS 2.0とWindows 10の比較を行なった。ベンチマークの結果、SteamOSのスコアは軒並みWindows 10のスコアよりも低いものだった。デベロッパーがAAAタイトルのゲームをLinuxにポーティングする際に、慣れていないOpenGLとLinuxの環境ではハードウェア性能を引き出すことができていなかった可能性があることが指摘されているが、SteamOSを推進するValve自身が開発したPortal、Team Fortress 2、DOTA 2といったゲームでさえも、Windows 10より著しくスコアが低いという結果になった 。
2022年3月 Linus Tech Tipsで行われた Steam Deckと三つのゲーム(Hitman 3、Doom Eternal、Elden Ring)のベンチマークを使って SteamOSと Windows 10の比較を行った。
それら三つのタイトルにおいて、平均フレームレートはSteamOSの方が高い結果となった。
Hitman 3において、Windows 10では平均19fpsに対して、SteamOSでは平均34fps。Doom Eternalにおいて、Windows 10では平均47fpsに対して、SteamOSでは 平均60fpsに達した。Elden Ringでも、Windows 10では平均30fpsに対して、SteamOSでは 平均37fpsであった。
Tom's Hardwareでは、Shadow of the Tomb Raider、Red Dead Redemption 2、Horizon Zero Dawn、Borderlands 3、Civilization VI、Guardians of the Galaxyで、SteamDeckを使った比較テストが行われた。このうち３つの作品では Windowsが大きく優れた結果となり、２つの作品ではSteamOSが優れた結果となった。残る１つ、Guardans of the Galaxyでは、SteamDeckのWindows用 Driverが持つと思われる問題により動作しなかった。なお、Shadow of the Tomb Raiderについては Linux Native版が存在するため、Protonを用いない比較となっている。その結果は Windowsが平均1 - 3fpsほど優位な結果となっているが、グラフィクス設定を最高まであげると 逆にSteamOSが1fps優位な結果となっている。また、SteamOSが優位な結果とされたCivilization VIについては、記事中ではほぼ同じという結論となっている。

## 評価
ゲーム開発者側では、最初の発表後に多くのビデオゲーム開発者達はSteamOSと自分達の考えを共有している。Minecraftの製作者であるマルクス・ペルソンはSteamOSを「驚くべきニュース」として評し、Thomas Was Aloneの開発者であるMike Bithellは同人ゲームにとってSteamOSは「励みとなる」と考えている。DICE、バトルフィールドシリーズの製作者やTotal Warシリーズの開発者などがLinuxとSteamOSにおけるゲームのサポートをするかもしれないと述べている。
OS側では、Gearbox Softwareの代表であるRandy Pitchfordは、「皆をこの麻薬へ向かうことを余儀なくさせるマストバイ製品がないと、業界が興味ありげに見たとしても影響が及ぶことはまずないだろう」と発言し、開発者を引き付けるためにはOS固有のアプリケーションが必要だと思うとコメントしている。フリーソフトウェア財団の代表であるリチャード・ストールマンはフリーではないゲームやDRMの使用を容認していないが、用心深くSteamOSを支持している。
SteamOSベータリリースは様々なレビューを受けた。TechRadarのレビューでHenry Winchesterはインタフェースの操作が容易なことと将来性を称賛したが、Steamと比べインストールし難く機能不足であることを批判した。EurogamerのThomas Morganはインストールでは問題なかったが、モニタ解像度やオーディオ出力検出のため利用可能なオプションと、SteamOSでネイティブに利用可能なゲームがともに不足していることを否定的にコメントしている。しかし彼はユーザインタフェースには肯定的に反応し、SteamOSを「肯定的なスタート」とみなした。
それ以来、Ars Technicaといった販売店がプラットフォームの成長、長所、短所といった情報を提供することでSteamOSをデビューからずっと再考している。Steam Machineハードウェアを提供する計画があったコンピュータマニュファクチュアであるFalcon NorthwestとOrigin PCは両社とも、SteamOSにはWindows以上の制約があるためSteamOSを起動できるマシンを2015年に出さないことに決定した。Falcon Northwestは、将来SteamOSのパフォーマンスが改善すればSteamOSを搭載したマシンを出すことを考えると述べた。